# 吳知恩
吳知恩（韓語：오지은，1981年12月30日—），韓國女演員。經2年交往，於2017年與在外商金融公司工作、年長4歲的圈外人丈夫舉行婚禮，婚後於香港及韓國兩地生活。

## 影視作品

### 電視劇
- 2006年：SBS《不良家族》
- 2008年：MBC《李祘》飾演 如真
- 2009年：KBS《不像三兄弟》飾演 朱玉影
- 2010年：KBS《笑吧！東海》飾演 李奉宜
- 2011年：KBS《廣開土太王》飾演 桃榮
- 2011年：JTBC《住在清潭洞》飾演 吳智恩
- 2012年：SBS《電視劇帝王》飾演 成敏兒
- 2014年：OCN《能看見鬼的警察處容》飾演 河善雨
- 2014年：MBC《說出你的願望》飾演 韓智敏／韓紹媛
- 2016年：MBC《吹吧，美風啊》飾演 朴信愛／姜美貞（因拍攝受傷，第13集起退場）
- 2017年：KBS《沒有名字的女人》飾演 孫如莉／尹雪
- 2019年：MBC《黃金庭院》飾演 Sabrina／殷東珠

### 電影
- 2007年：《我生命中最糟糕的男人》
- 2007年：《雙胞胎》（短片）
- 2008年：《非比尋常的一天》
- 2008年：《搖滾七十年代》
- 2009年：《Members Of The Funeral》
- 2009年：《不信地獄》
- 2010年：《平行理論》

### MV
- 2007年：Big Mama《背叛》（與河正宇）
- 2008年：朴成浩《你不能不知道》
- 2013年：Davichi《因為今天特別地想你》（與李多熙）

## 綜藝節目
- 2013年：SBS《叢林的法則》第三季－喜馬拉雅篇

## 獲獎記錄
- 2007年：申相玉电影节－最优秀女子演技赏
- 2007年：第6届MJSEN短片电影节－评委会特别奖
- 2010年：KBS演技大賞－女新人獎（《不像三兄弟》、《笑吧！東海》）